# 臺北靈糧堂

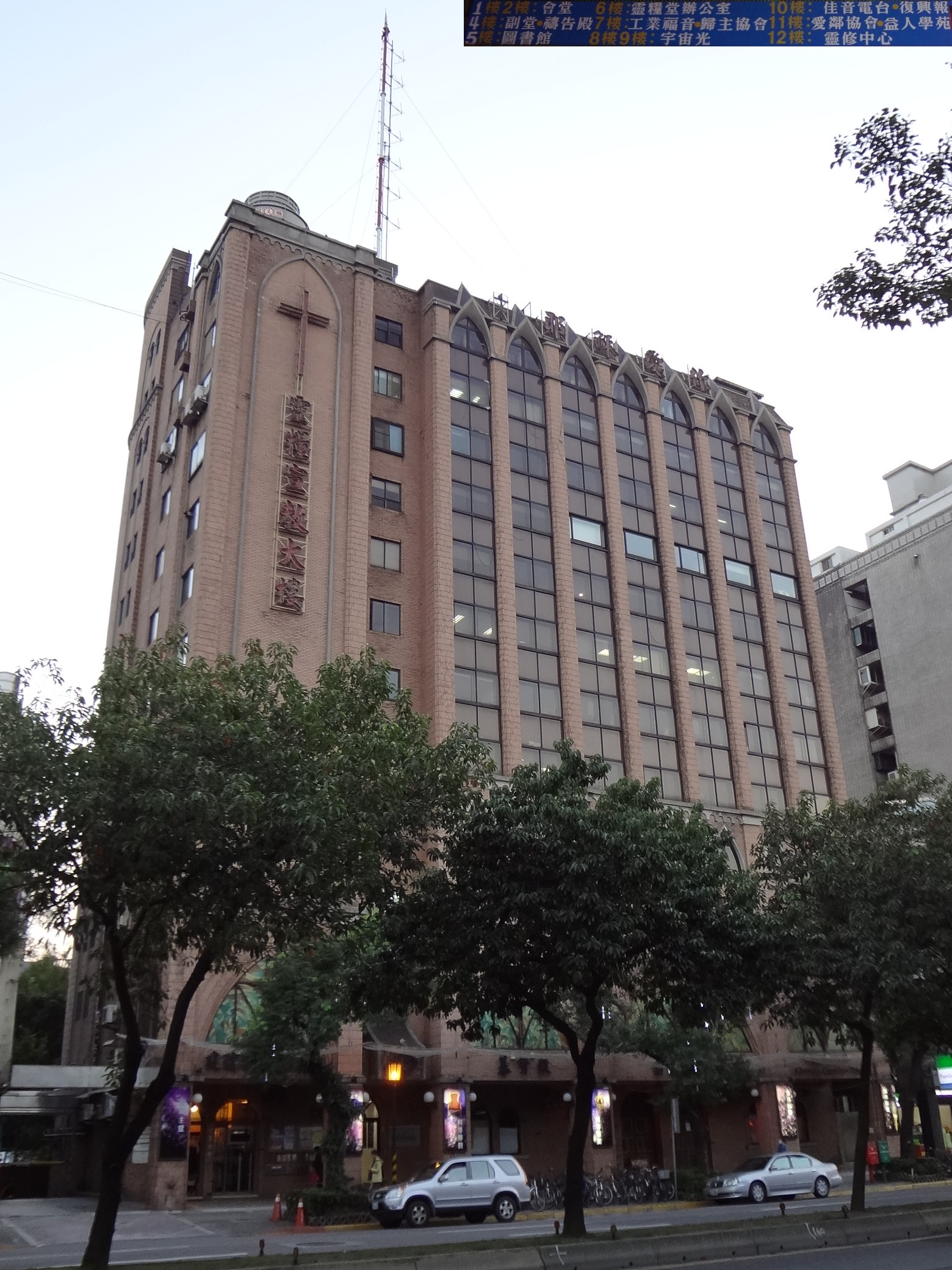
總部位於台灣台北市和平東路的靈糧宣教大樓

台北靈糧堂（英語：Bread of Life Christian Church in Taipei）是一間總部位於臺灣臺北市的大型教會，一般認為屬基督新教福音派與靈恩派背景。由原上海靈糧堂在台會友於1954年發起成立，並曾邀請上海靈糧堂創辦人趙世光牧師來台舉行多場佈道會。
台北靈糧堂總部位於台北市大安區的宣教大樓與台北市文山區的靈糧山莊，至今於全球設立分堂與福音中心共計706間。

## 沿革

### 草創期
1943年，資深牧師趙世光於中華民國上海直轄市設立上海靈糧堂與中國靈糧世界佈道會。
1949年，趙牧師前往香港，並且於九龍成立九龍靈糧堂。

### 發展期
靈糧堂的發展起始自該教會人員前往台北市建堂後。1954年9月，趙世光牧師赴臺佈道，於今臺北市立第一女子高級中學舉辦佈道會後，正式成立台北靈糧堂。成立初期，該教會尚無固定集會場所；除了暫時借用女師附小幼稚園及台銀幼稚園的場地聚會，由於尚無全職傳道人擔任牧養工作，會友們多半倚靠個人靈修、團契、外請講員以認識神，而趙牧師亦不定期於臺灣舉辦佈道、培靈會。
1957年8月起，靈糧堂始有第一任的全職事奉傳道人寇世遠，他同時就任主任牧師，負責牧養信徒將近12年；該時期不但教會人數增長快速，並在寇世遠牧師就職後3個月，教會以新臺幣8萬元購得台北市大安區和平東路土地，完成首次建堂事工。1957年11月，靈糧堂於和平東路建立首座靈糧堂集會場所「靈糧宣教大樓」。1969年寇世遠辭靈糧堂、另立基督之家，改由鄭昌國牧師接任，並持續以設立主日學與團契等方式召募教徒。此外，亦創設成人主日學、推動差派傳福音事工，並積極鼓勵栽培同工，因此，鄭牧師在任七年中的最後幾年，已培育出全職同工團隊的雛型。

### 蓬勃期
1977年，時任靈糧全球使徒性網絡主席周神助接任主任牧師，逐漸展開了一連串的更新、建堂、海內外植堂運動。於廿年之中，教會歷經了增長和更新等重要里程。周神助亦改良韓國基督教派的靈修方式，以創新的晨禱方式吸引台北市民。台北靈糧堂並增建樓面面積以容納更多教友。至1990年，僅是台北靈糧堂每主日即有兩千餘教徒固定前往。同時，教會也成立靈糧教牧宣教神學院，派出資深牧師前往高雄、臺中、新北市、花蓮、臺東設立分堂。1995年，創立了佳音廣播電台；1996年，因應會友數快速增長，而和平宣教大樓已無法容納更多會友，便於今台北市文山區建立靈糧山莊新堂，於1999年順利落成啟用。。

## 組織
台北靈糧堂於敬拜、讚美、禱告、神蹟醫病等佈道方式有別於傳統福音派的佈道方式，因此台北靈糧堂參考宗教學者史答克的區分法自我定位為聖靈靈恩派。
據台灣基督教資料中心調查的「2011台灣基督教會教勢報告」報告顯示，2011年，僅在大安區的宣教大樓與文山區的靈糧山莊，主日崇拜就有24堂聚會。該兩處聚會出席人數，將近每週8000人。另外，靈糧堂於2011年全台已設立分堂共119間，會友人數約60034人，敬拜人數約30017人。其中有些許的特會，為特別著名的，如不定期舉辦之佈道會、青年牧區舉辦之敬拜特會及兒少牧區舉辦之亞太特會均在台灣教會中具較高知名度。
2012年，台北靈糧堂已經是全台人數最多的單一會堂，其他分堂人數亦快速成長，儼然成為全台灣聚會人數第二大的基督教宗派。此外，亦在加拿大、美國、新加坡、日本、非洲肯亞等地設立。

台北靈糧堂目前在全球設立分堂與福音中心共706處據點，其中包括台灣219處、亞洲（不含台灣）281處、美洲70處、非洲106處、大洋洲21處、歐洲地區9處。

### 香港地區
香港靈糧堂與九龍靈糧堂由趙世光牧師創立，該堂及其分堂皆屬靈糧世界佈道會聯會，信仰立場也與台北靈糧堂有差異，而台北靈糧堂及其分堂則屬靈糧全球使徒性網絡。

## 爭議事件

### 禱告手冊事件
台北靈糧堂代表編印的一本禱告手冊，原本希望教徒為台灣的重大歷史傷痛禱告，但由於手冊中對台灣歷史文化作了過當的申論和解讀，將原住民的祖靈信仰、漢民的媽祖信仰等貶為「邪靈」，把臺灣主要族群閩南人形容為「有好賭不良習性」，在教徒間引起爭議，也引起台灣天主教會與台灣基督長老教會信徒的不滿。

### 大安森林公園園內觀音像保留與否事件
1994年，臺北靈糧堂信徒主張拆除台北市7號公園（即今大安森林公園）內原大雄精舍觀音像，部分信徒因此對觀音像不理性灑穢物和硫酸。面對靈糧堂的主張拆除觀音像和部分信徒挑釁，佛教法師釋昭慧、大雄精舍住持明光法師、時任立法委員林正杰、佛光會會眾糾集等人於公園內絕食抗議，幾經折衝終於保留觀音像。

### 臺南市美術館展覽爭議
2022年，新竹靈糧堂針對臺南市美術館舉辦「亞洲的地獄與幽魂」展覽發表公開批評，因而引發輿論爭議。

## 外部連結
- 台北靈糧堂全球資訊網 （页面存档备份，存于）
- 臺北靈糧堂的Facebook專頁
- YouTube上的臺北靈糧堂頻道
- 靈糧全球使徒性網絡 （页面存档备份，存于）
- 靈糧教牧宣教神學院
- 國度領袖學院 （页面存档备份，存于）
- FM90.9佳音廣播電台 （页面存档备份，存于）
- 國度復興報 （页面存档备份，存于）
- 社團法人台灣愛鄰社區服務協會 （页面存档备份，存于）